# Isothrix negrensis
Isothrix negrensis é uma espécie de roedor da família Echimyidae.
É endêmica do Brasil, onde é encontrado no médio rio Negro.